# Доктсон, Джош
Джош Доктсон (англ. Josh Doctson, 3 декабря 1992, Мансфилд, Техас) — профессиональный футболист, выступающий на позиции уайд ресивера в клубе НФЛ «Нью-Йорк Джетс». На студенческом уровне выступал за команды Вайомингского и Техасского христианского университетов. На драфте НФЛ 2016 года был выбран в первом раунде.

## Биография
Джош Доктсон родился 3 декабря 1992 года в Мансфилде в штате Техас. В детстве его любимым видом спорта был баскетбол, он играл центровым в школьной команде. Футболом он начал заниматься в седьмом классе. На предпоследнем году обучения Джош сломал ключицу и последствия травмы стали одной из причин, по которым им не заинтересовались скауты ведущих футбольных программ NCAA. Ещё одним фактором был его небольшой рост. В 2010 году его игру увидел тренер принимающих из Вайомингского университета Дерек Сейдж. Именно он уговорил Доктсона, который хотел учиться в Калифорнии даже в ущерб спортивной карьере, принять предложение стипендии. 

### Любительская карьера
В дебютном сезоне в NCAA Доктсон играл заметную роль в нападении «Вайоминга», набрав на приёме 393 ярда с пятью тачдаунами. Команда по итогам регулярного чемпионата получила приглашение на Нью-Мехико Боул, где уступила «Темплу» 15:37, а Джош отличился тачдауном. Однако жизнь вдали от семьи оказался для него трудной, в это же время его дед заболел раком. После окончания сезона он заявил, что намерен перевестить в другой университет.
Доктсон намеревался поступить в общественный колледж округа Таррант и совмещать учёбу с работой, но его школьный тренер Крис Мелсон порекомендовал кандидатуру Джоша тренеру принимающих команды Техасского христианского университета Расти Бернсу. В январе 2012 года он официально сменил учебное заведение. По правилам NCAA после перевода он должен был пропустить один сезон. Это время Доктсон потратил на тренировки в тренажёрном зале, чтобы нарастить мышечную массу. В составе новой команды он дебютировал в 2013 году. В десяти сыгранных матчах Джош набрал 440 ярдов с четырьмя тачдаунами. В следующем сезоне он стал одним из основных принимающих «Хорнед Фрогс», превзойдя отметку в 1 000 ярдов. Команда завершила 2014 год с двенадцатью победами при одном поражении, а её нападение стало вторым по результативности в NCAA. После этого успеха о Доктсоне впервые начали говорить как о потенциальном игроке НФЛ.
В заключительный год своей студенческой карьеры он был одним из ключевых игроков команды. Сезон для Доктсона завершился в ноябре из-за перелома запястья, но он успел набрать 1 327 ярдов и сделать четырнадцать тачдаунов. Также Джош побил рекорды программы по количеству приёмов, ярдов на приёме и тачдаунов за карьеру.

#### Статистика выступлений в NCAA
| Сезон | Команда          | Игры | Приём | Приём | Приём | Приём | Вынос | Вынос | Вынос | Вынос |
| Сезон | Команда          | Игры | Rec   | Yds   | Y/A   | TD    | Att   | Yds   | Y/A   | TD    |
| ----- | ---------------- | ---- | ----- | ----- | ----- | ----- | ----- | ----- | ----- | ----- |
| 2011  | Вайоминг Каубойс | 12   | 35    | 393   | 11,2  | 5     | 0     | 0     | 0,0   | 0     |
| 2012  | ТХУ Хорнед Фрогс | 0    | 0     | 0     | 0,0   | 0     | 0     | 0     | 0,0   | 0     |
| 2013  | ТХУ Хорнед Фрогс | 10   | 36    | 440   | 12,2  | 4     | 0     | 0     | 0,0   | 0     |
| 2014  | ТХУ Хорнед Фрогс | 13   | 65    | 1 018 | 15,7  | 11    | 0     | 0     | 0,0   | 0     |
| 2015  | ТХУ Хорнед Фрогс | 10   | 78    | 1 326 | 17,0  | 14    | 2     | 7     | 3,5   | 0     |
| Всего | Всего            | 45   | 214   | 3 177 | 14,8  | 34    | 2     | 7     | 3,5   | 0     |

### Профессиональная карьера
В январе 2016 года во время показательных тренировок в Сан-Диего интерес к Доктсону проявляли представители восемнадцати клубов НФЛ. Один из скаутов отмечал, что он обладает самым большим потенциалом среди всех выходящих на драфт ресиверов. В феврале он успешно выступил на показательных тренировках в Индианаполисе, став одним из лучших ресиверов во всех упражнениях. Обозреватель официального сайта НФЛ Баки Брукс сравнил Джоша со звездой «Хьюстона» Деандре Хопкинсом, а аналитику Bleacher Report Мэтту Миллеру он напомнил Кинана Аллена. Колумнист Bleacher Report Майкл Уитлоу отмечал, что набор навыков и результативность Доктсона ставят его в один ряд с Оделлом Бекхэмом.

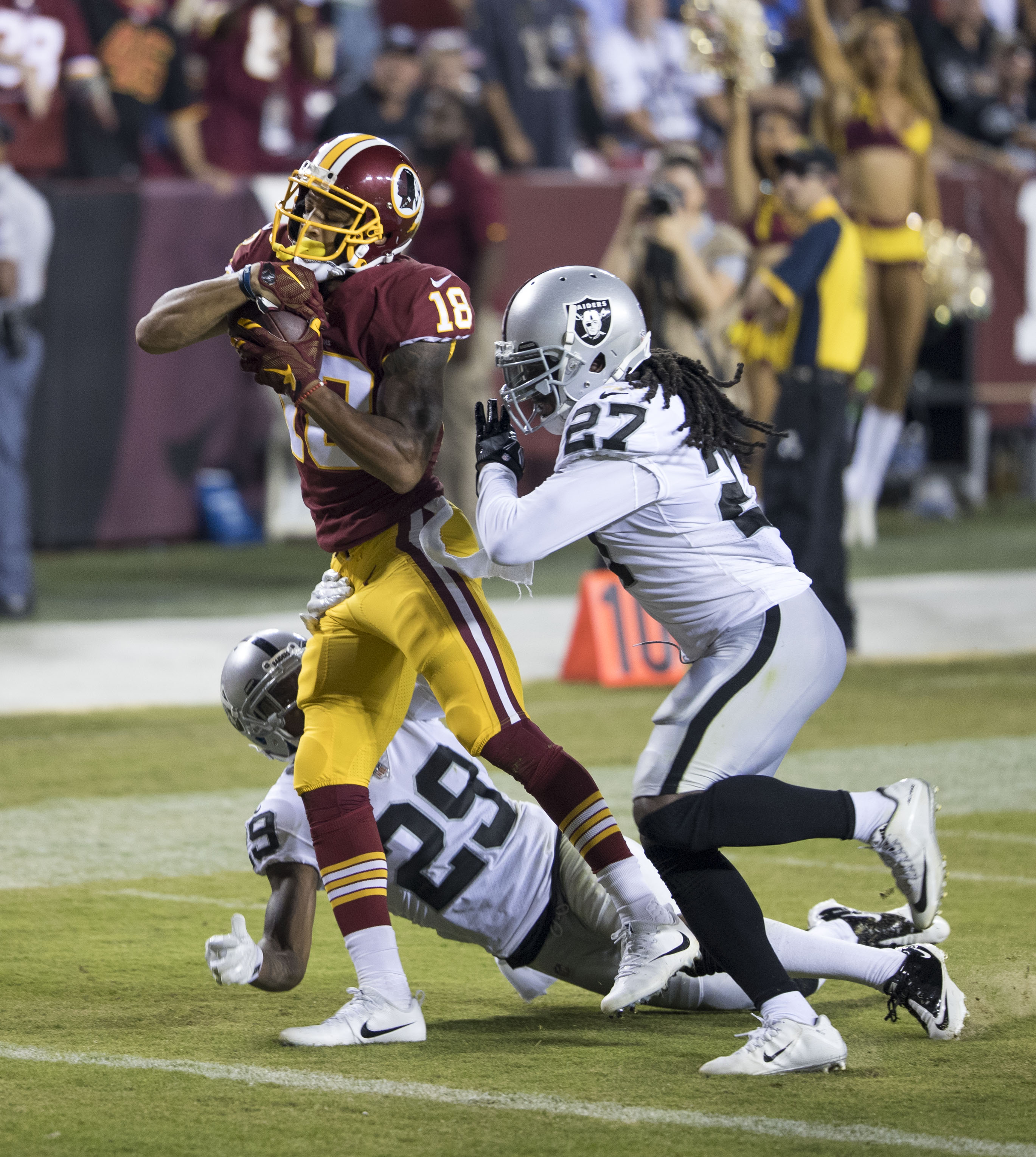
Доктсон в составе «Редскинс» в матче против «Окленда», 24 сентября 2017 года.

На драфте НФЛ 2016 года Доктсон был выбран «Вашингтоном» в первом раунде под общим 22 номером. Главный тренер Джей Груден высоко оценил его игровые навыки и отметил, что он дополнит корпус принимающих команды, возглавляемый ветеранами Пьером Гарсоном и Дешоном Джексоном. В мае он подписал с клубом контракт на четыре года с возможностью продления на сезон по инициативе команды, сумма соглашения составила 10,5 млн долларов. Возложенных на него надежд игрок не оправдал. Свой дебютный сезон он пропустил практически целиком из-за повреждения ахиллова сухожилия. В двух последующих Доктсон ни разу не провёл игру со 100 ярдами на приёме, хотя регулярно выходил на поле в стартовом составе. В итоге он отыграл за «Редскинс» три сезона и летом 2019 года был отчислен. 
В начале сентября 2019 года он подписал однолетний контракт с «Миннесотой», в составе которой заменил Лакуона Тредуэлла. В новой команде Доктсон воссоединился с квотербеком Кирком Казинсом, с которым провёл два года в «Вашингтоне». В составе «Вайкингс» он провёл всего один матч, большую часть сезона находясь в списке травмированных. В конце ноября клуб отчислил Джоша. В феврале 2020 года он подписал контракт с «Нью-Йорк Джетс», где его рассматривали как вариант замены для ушедших Робби Андерсона и Демариюса Томаса. В начале августа Доктсон объявил, что пропустит сезон 2020 года из-за пандемии COVID-19, воспользовавшись правом, предоставленным лигой.

#### Статистика выступлений в НФЛ

##### Регулярный чемпионат
| Сезон | Команда            | Игры | Приём | Приём | Приём | Приём | Вынос | Вынос | Вынос | Вынос |
| Сезон | Команда            | Игры | Rec   | Yds   | Y/A   | TD    | Att   | Yds   | Y/A   | TD    |
| ----- | ------------------ | ---- | ----- | ----- | ----- | ----- | ----- | ----- | ----- | ----- |
| 2016  | Вашингтон Редскинс | 2    | 2     | 66    | 33,0  | 0     | 0     | 0     | 0,0   | 0     |
| 2017  | Вашингтон Редскинс | 16   | 35    | 502   | 14,3  | 6     | 1     | -14   | -14,0 | 0     |
| 2018  | Вашингтон Редскинс | 15   | 44    | 532   | 12,1  | 2     | 0     | 0     | 0,0   | 0     |
| 2019  | Миннесота Вайкингс | 1    | 0     | 0     | 0,0   | 0     | 0     | 0     | 0,0   | 0     |
| 2020  | Нью-Йорк Джетс     | 0    | 0     | 0     | 0,0   | 0     | 0     | 0     | 0,0   | 0     |
| Всего | Всего              | 34   | 81    | 1 100 | 13,6  | 8     | 1     | -14   | -14,0 | 0     |